# 호요 해협 지진

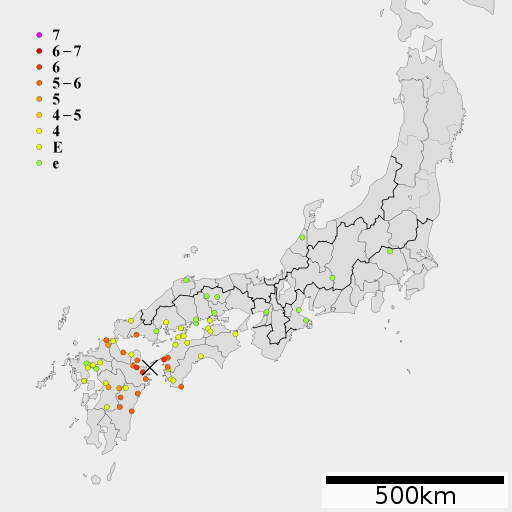
호요 해협 지진 당시 일본 전역의 진도 추정 분포 지도.

호요 해협 지진(일본어: 豊予海峡地震)은 에도 시대 후기인 1854년 12월 26일(가에이 7년 11월 7일) 오전 9-10시경에 호요 해협 해상에서 일어난 일본 기상청 규모 M7.4의 지진이다. 호요 지진(일본어: 豊予地震)이나 호요대지진(일본어: 豊予大地震)로도 불린다.
진원은 규슈 오이타현과 시코쿠 에히메현 사이에 있는 호요 해협 오이타 방면 해상이며 아키나다에서 이요나다를 거쳐 분고 수도에 이르는 영역이 진원인 해양판 내부 지진으로 추정된다.
호요 해협 지진 전인 1854년 12월 23일엔 규모 M8.4의 안세이 도카이 지진이 일어났으며, 12월 24일엔 규모 M8.4의 안세이 난카이 지진 등 거대지진이 잇달아 일어났다. 호요 해협 지진은 난카이 지진 40시간 후에 일어났으며 부젠국에선 난카이 지진보다 본진을 더 강하게 느꼈다는 기록이 있다.
가와스미 히로시(河角廣, 1951)는 규모 Mk3으로 추정했으며 규모 M7.0으로 추정했다. 우사미(宇佐美, 2003)는 규모를 M7.3-7.5로 추정했다.

## 지진 기록
호요 해협 지진에 대한 기록은 동시기 일어난 도카이 지진, 난카이 지진과 같이 기록되어 있다. 이요국의 이요 요시다번, 우와지마번, 분고국의 사에키번, 노베오카번, 부젠국의 고쿠라번에선 닷세 전의 도카이 지진보다 더 격렬한 진동을 느꼈다고 기록되어 있다.
안세이 난카이 지진은 당시 청나라의 상하이 지역에서도 느꼈다고 기록되어 있는데, 이를 기술한 역사 사료인 "중국지진역사자료총편"에선 12월 26일에도 진앙에서 약 1,000km 떨어진 곳인 상하이에서 지진을 느꼈으며 난카이 지진보다 더 강하게 흔들렸다고 기록되어 있다.
호요 해협 지진으로 쓰나미는 없다고 기록되어 있으며, 우와지마에서도 해수면 높이의 변동이 없었으며 사에키 번에서도 해수면은 평상시처럼 조용했다고 기록되어 있다.
아래 표는 우사미 교수의 1994년, 2003년 두 연구에 따른 일본 내의 추정 진도이다.
| 가도                                                              | 추정 진도 |
| ----------------------------------------------------------------- | --- |
| 기나이                                                            | 오사카(e) |
| 도카이도                                                          | 쓰(M), 이세(M) |
| 도산도                                                            | 마고메(M) |
| 호쿠리쿠도                                                        | 가가(e) |
| 산인도                                                            | 마쓰에(M), 오치(e), 조슈(E) |
| 산요도                                                            | 쓰야마(e), 가쓰야마(e), 오카야마(e), 고지마(E), 후쿠야마(e), 도모노우라(M), 히로시마(4), 이와쿠니(e), 도쿠야마(5-6) |
| 난카이도                                                          | 마쓰시게(E), 도쿠시마(e), 마루가메(E), 고토히라(E), 고마쓰(S), 이마바리(E), 마쓰야마(E), 오즈(5-6), 야와타카마(6), 요시다(5-6), 우와지마(E), 노무라(E), 이폰마쓰(E), 고치(E), 도사시즈무(5-6), 스쿠모(5) |
| 사이카이도                                                        | 고쿠라(5), 아시야(5-6), 고야노세(5), 구루메(E), 다쿠(e), 오기(e), 시라이시(E), 사가(E), 이사하야(S), 야나가와(e), 구마모토(E), 호토케바라(5), 우시가세(5), 도요노(E), 사카모토(E), 히토요시(E), 나카쓰(5-6), 우사(5), 기쓰키(5-6), 히지(5), 벳푸(6), 후나이(6), 우스키(6), 사이키(5-6), 다카치호(E), 시바(5-6), 메라(5-6), 노베오카(5-6), 다카나베(E) |
| S: 강한 지진(≧4), E: 대지진(≧4), M: 중지진(2-3), e: 약한 지진(≦3) | |

## 피해
이틀 전에 일어난 안세이 난카이 지진과 피해 지역이 겹쳐 현존하는 기록 중에선 두 지진의 피해 기록 구별이 어렵지만, 분고국 쓰루사키에선 주택 100여 채가 붕괴되었다고 기록되어 있다. 벳푸에서는 200여 채가, 후나이에선 400여 채가 붕괴되었다고 기록되어 있으며 사망자수는 불명이라고 기록되어 있다.
안세이 난카이 지진은 분고국 내에서 후나이번에서만 사망자 18명, 가욱 붕괴 4,546채 피해가 있었으며 우스키번에선 가옥 500여 채가 붕괴되었다고 기록되어 있는데 안세이 난카이 지진과 호요 해협 지진의 피해를 구분하기가 매우 어렵기 때문에 난카이 지진의 피해 현황에선 호요 해협 지진의 피해가 포함되었을 가능성이 있다.

## 같이 보기
- 안세이 난카이 지진